# 138. poljska artilerijska brigada (ZDA)
138. poljska artilerijska brigada (izvirno angleško 138th Field Artillery Brigade) je bila poljska artilerijska brigada Kopenske vojske Združenih držav Amerike.